# Harald Hårdtand
Harald Hårdtand: Kampen om de rene tænder, scritto anche Harald Hårdtand i Kampen om de rene tænder (traducibile "Harald Denteduro nella battaglia per i denti puliti"), è un videogioco a piattaforme/sparatutto del 1992 per i computer Amiga, Commodore 64 e MS-DOS, sviluppato in Danimarca dalla software house SilverRock Productions e pubblicato dalla filiale danese della Colgate-Palmolive. Si tratta di un advergame (gioco pubblicitario) del dentifricio Colgate. Il protagonista è un piccolo dente umanizzato che combatte contro i batteri nocivi della bocca sparando dentifricio.
La versione Commodore 64 uscì soltanto su cartuccia ed è il terzo di tre giochi su tale supporto realizzati dalla SilverRock, insieme a Skærmtrolden Hugo e Guldkorn Expressen.
Circola anche una variante sempre per Commodore 64 tradotta in inglese, con titolo Harald Hardtooth: The Fight of the Clean Teeth, ma è un hack non ufficiale.

## Modalità di gioco
Il titolo è ambientato all'interno di una bocca, di fronte ai denti che fanno da sfondo. Una grande impalcatura di legno costituisce le piattaforme sulle quali si muovono i personaggi. La visuale è a scorrimento multidirezionale in 2D; lo scenario si estende soprattutto in orizzontale. Sotto la visuale è disponibile una minimappa di tutta la bocca, che mostra come un radar le posizioni dei nemici.
Il giocatore veste i panni del dente antropomorfo Harald, sorridente e abbigliato con cravatta a farfalla. Si muove in orizzontale sull'impalcatura e può saltare verso l'alto o anche verso il basso, per scendere direttamente alla piattaforma sottostante. Le cadute sono innocue, ma uscire completamente dal bordo inferiore dello scenario è letale. Harald può sparare orizzontalmente dentifricio; l'apposita riserva è rappresentata da una striscia bianca e se la si esaurisce si viene disarmati.
Come avversari vi sono quattro tipi di batteri, tutti con l'aspetto di creature buffe da cartone animato, grandi circa come il protagonista. Tre di essi (Slasker, Gnasker, Tandminator, in ordine di resistenza ai colpi) camminano o saltellano sull'impalcatura, e per spostarsi su e giù tra due piani contigui usano numerosi tubi verticali fissati alle piattaforme. Gli Slasker possono ogni tanto riprodursi sdoppiandosi, oppure trasformarsi in Gnasker, che possono a loro volta diventare Tandminator. Il quarto tipo (Basker) sono batteri volanti, non visibili al radar, che di tanto in tanto arrivano e puntano direttamente sul protagonista.
Il contatto con essi riduce l'energia vitale di Harald, terminata la quale si perde una vita.
Sparse sull'impalcatura ci sono alcune capanne che generano nuovi batteri; Harald le può eliminare andandogli davanti e usando lo spazzolino da denti. Ogni tanto gli Gnasker e i Tandminator possono danneggiare anche i denti; il totale dei danni è mostrato come numero e se raggiunge 100 una vita sarà perduta. Si possono trovare power-up da raccogliere: ricariche del dentifricio e dell'energia, sparo di potenza doppia o tripla, megabombe che quando usate colpiscono tutti i nemici vicini.
Sono ben dodici i livelli di gioco, tutti con lo stesso aspetto e stessi tipi di nemici, ma con forma diversa dell'impalcatura. Ogni tre livelli superati si deve affrontare uno dei quattro boss, in un'apposita schermata fissa senza impalcatura, ambientata di fronte alla gola. I boss sono grossi mostri, diversi tra loro, che fluttuano e attaccano in vari modi. In queste fasi Harald si muove in orizzontale alla base dello schermo e può saltare e agitare uno spazzolino per colpire il nemico.
Dal menù principale è possibile richiamare le istruzioni di gioco e alcune pagine di consigli della Colgate per la cura dentale.